# Marie-Chantal Miller

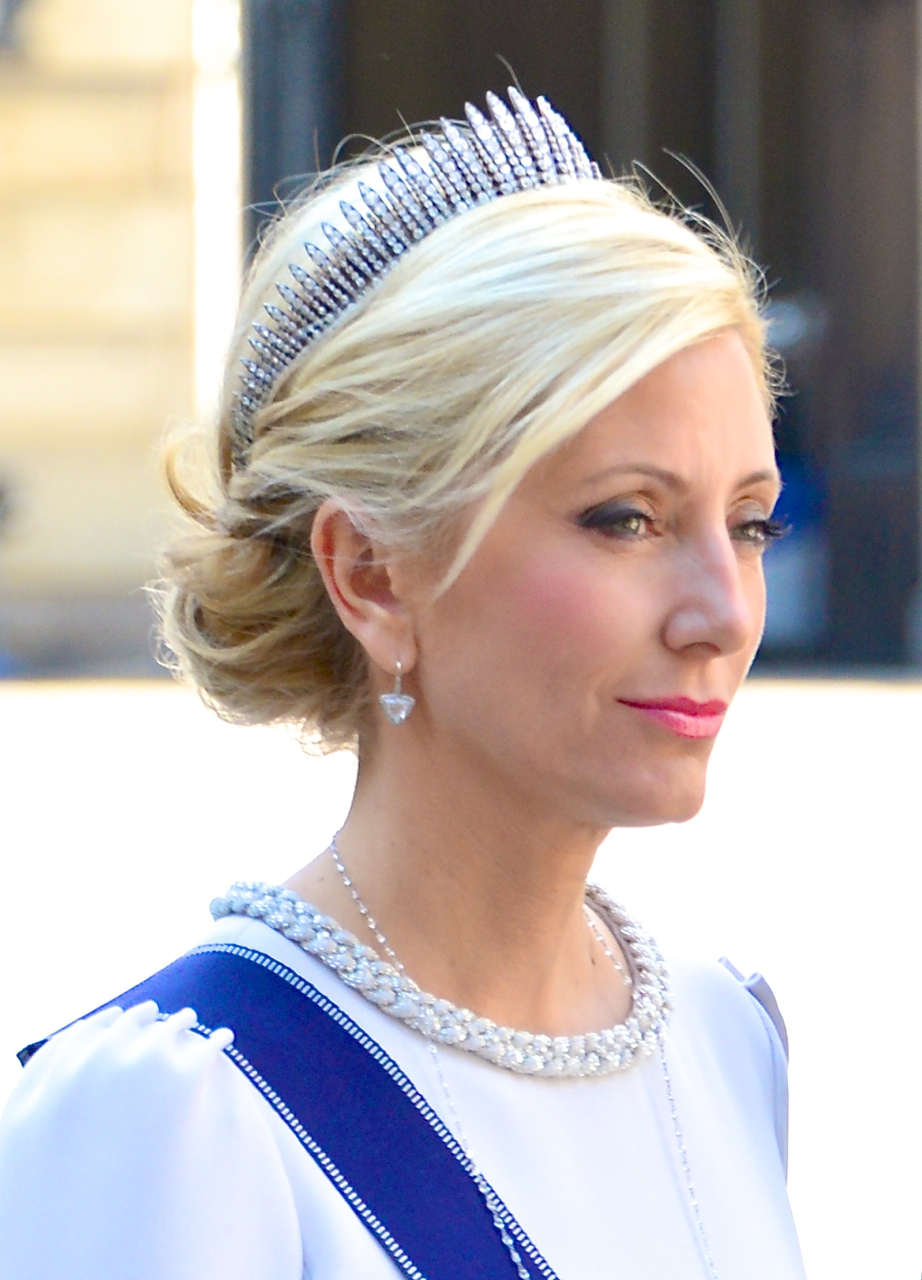
Kroonprinses Marie-Chantal (2013)

Marie-Chantal Claire Miller (Londen, 17 september 1968) is de echtgenote van kroonprins Paul van Griekenland. Sinds haar huwelijk is haar aanspreektitel Hare Koninklijke Hoogheid kroonprinses Marie-Chantal van Griekenland.

## Jeugd
Marie-Chantal is de tweede dochter van Robert Warren Miller en Maria Clara (Chantal) Pesantes. Haar vader maakte zijn fortuin met duty-free winkels. Ze heeft twee zusters, Pia, die getrouwd is met Christopher Getty, kleinzoon van J. P. Getty, en Alexandra die getrouwd was met Alexander von Fürstenberg (gescheiden in 2003). 
Marie-Chantal is deels opgegroeid in Hongkong maar heeft haar middelbareschoolopleiding gekregen in het beroemde en dure Zwitserse internaat Le Rosey waar onder meer ook de Aga Khan en erfgroothertog Guillaume van Luxemburg hun opleiding genoten.

## Huwelijk
In 1995 verloofde ze zich met kroonprins Paul van Griekenland nadat ze elkaar in 1993 op een feest in New Orleans hadden leren kennen.
Op 1 juli 1995 trouwde het paar in de Grieks-Orthodoxe sint Sophia kathedraal te Londen waarbij vele leden van de Europese koningshuizen, onder wie koningin Elizabeth II van het Verenigd Koninkrijk, koningin Margrethe II van Denemarken, koning Juan Carlos I van Spanje en Willem-Alexander der Nederlanden, aanwezig waren.
Na de huwelijksreis bleek echter dat het huwelijk niet geldig was volgens de Britse wet aangezien de geloften niet in het Engels waren uitgesproken, maar in het Grieks. Het paar zette dit recht op het gemeentehuis van Paddington waar zij elkaar alsnog in het Engels de eeuwige trouw beloofden.
Uit dit huwelijk kwamen vijf kinderen voort:
- Maria Olympia (New York, 25 juli 1996)
- Constantijn Alexios (New York, 29 oktober 1998)
- Achileas-Andreas (New York, 12 augustus 2000)
- Odysseus Kimon (Londen, 17 september 2004)
- Aristidis Stavros (Los Angeles, 29 juni 2008)

Miller heeft haar eigen kledinglijn.